# Bıbisara Asaubaeva
Bıbisara Asaubaeva, nota anche come Bibisara Assaubayeva (in kazako Бибісара Асаубаева?; in russo Бибисара Ерхановна Асаубаева?, Bibisara Erchanovna Asaubaeva; Taraz, 26 febbraio 2004), è una scacchista kazaka, grande maestro.
Ha vinto due mondiali blitz e un campionato del mondo a squadre nelle categoria femminile.

## Biografia
Imparò a giocare a scacchi all'età di quattro anni. Nel 2016 si trasferì con la famiglia a Mosca, cambiando federazione con quella russa. Tornò in Kazakistan nel 2019, riprendendo l'affiliazione con la federazione kazaka. Ha praticato anche la ginnastica artistica, vincendo diverse volte il campionato della sua città.
Ha ottenuto il titolo di grande maestro femminile nel 2019, di maestro internazionale nel 2020 e di grande maestro nel 2025.

## Carriera
Nel 2010 ha vinto, all'età di 6 anni, il campionato della città di Taraz. Nel 2011 ha vinto il Campionato del mondo femminile U8 a Caldas Novas in Brasile.
Nel 2016 ha vinto il campionato del mondo femminile under-12 a Batumi in Georgia. Nel 2017 è stata seconda nel campionato del mondo femminile under-14 a Montevideo. In giugno 2017 ha partecipato a Minsk al campionato europeo a squadre femminile, ottenendo la prima norma di Maestro Internazionale.
In marzo del 2019 ha partecipato al Campionato del mondo femminile a squadre di Astana ottenendo 5/6, miglior risultato della squadra del Kazakistan. In giugno del 2021 ha partecipato alla Coppa del mondo femminile, venendo eliminata nel 4º turno da Kateryna Lahno. In ottobre dello stesso anno ha partecipato al torneo FIDE Women's Grand Swiss, ottenendo il 10º posto con 6,5/11.
In dicembre 2021 ha partecipato a Varsavia ai campionati del mondo rapid e blitz femminili. Ha ottenuto il secondo posto nel torneo rapid dietro ad Aleksandra Kostenjuk, e ha vinto il torneo blitz con un turno di anticipo, con 14 punti su 17 partite (+13=2–2).
Nel dicembre 2022 partecipa ad Almaty ai campionati del mondo rapid e blitz femminili e vince per la seconda volta torneo blitz, superando di mezzo punto Humpy Koneru  .
Nel 2023 viene eliminata al terzo turno della Coppa del Mondo di Baku dalla tedesca Elisabeth Pähtz, con il risultato di 0,5-1,5, ma vince la medaglia d'argento al Campionato del mondo a squadre femminile di Bydgoszcz, dove partecipa con la rappresentativa kazaka in prima scacchiera. Sorpresa del torneo la squadra kazaka verrà sconfitta soltanto in finale dalla Georgia.
Nel 2024 vince la medaglia d'argento alle Olimpiadi di Budapest, partecipando in prima scacchiera con la rappresentativa kazaka.

## Statistiche
Ha raggiunto il suo massimo rating FIDE nel dicembre 2024, con 2472 punti Elo (16ª donna al mondo e 1ª tra le ragazze).